# Kim Trung, Kim Sơn
Kim Trung là một xã thuộc huyện Kim Sơn tỉnh Ninh Bình, Việt Nam.

## Địa lý
Xã Kim Trung nằm ở cực nam huyện Kim Sơn, cách thành phố Hoa Lư 50 km, có vị trí địa lý:
- Phía đông giáp xã Kim Đông
- Phía tây và phía bắc giáp thị trấn Bình Minh
- Phía nam giáp Biển Đông với chiều dài bờ biển khoảng 8 km.

Xã Kim Trung có diện tích 4,47 km², dân số năm 2022 là 4.252 người, mật độ dân số đạt 951 người/km².
Kim Trung là xã nằm trong vùng bãi bồi, diện tích tự nhiên liên tục tăng hàng năm khoảng 1–3 km² do phù sa bồi đắp.

## Lịch sử
Ngày 23 tháng 11 năm 1993, Chính phủ ban hành Nghị định số 88-CP về việc thành lập xã Kim Trung trên cơ sở 500 ha diện tích tự nhiên với 2.170 nhân khẩu thuộc khu vực Cồn Thoi.
Cuối năm 1993, cùng với việc thành lập xã Kim Trung, hàng trăm hộ dân đến từ 7 tỉnh (gồm Nam Định, Thái Bình, Thái Nguyên, Tuyên Quang, Thanh Hóa, Nghệ An, Ninh Bình) về vùng bãi triều ven biển huyện Kim Sơn khai hoang vỡ hóa, lập vùng kinh tế mới. Họ đa số là những gia đình nghèo, những mong tìm cuộc đổi đời ở vùng đất mới.

## Kinh tế
Là vùng đất mới, Kim Trung thuận lợi phát triển trồng cói, nuôi tôm sú, ngao, cua, ghẹ và khai thác thủy sản. Vùng biển Kim Trung gần đảo cồn Nổi và đảo Cồn Mờ là một vùng đất do phù sa bồi đắp nằm ở xa bờ đem lại nhiều nguồn thu cho người dân trong xã.
Hiện Ninh Bình đang có dự kiến thành lập khu kinh tế bãi ngang Kim Sơn tại vùng biển bãi ngang - cồn nổi và 7 xã ven biển Kim Sơn, trong đó có Kim Trung.
Nhà thờ Giáo xứ Kim Trung thuộc giáo phận Phát Diệm nằm trên địa bàn xã.

## Du lịch
Kim Trung thuộc 7 xã được UNESCO công nhận là khu dự trữ sinh quyển thế giới châu thổ sông Hồng ở huyện Kim Sơn. Tính nổi bật toàn cầu ở đây được thể hiện ở cảnh quan sinh thái vùng đất mở với những thay đổi địa chất diễn ra mau lẹ, đa dạng sinh học với các loài chim nước trú ngụ trong rừng phòng hộ ven biển. Cảnh quan sinh thái vùng ven biển Ninh Bình còn hoang sơ, thích hợp với việc khai thác du lịch đồng quê, nghỉ dưỡng và tắm biển.